# Aleksiej Nowikow-Priboj
Aleksiej Siłycz Nowikow-Priboj, właśc. Aleksiej Siłycz Nowikow, ros. Алексей Силыч Новиков-Прибой, właśc. Алексей Силыч Новиков (ur. 12 marca?/24 marca 1877 we wsi Matwiejewskoje, zm. 29 kwietnia 1944 w Moskwie) – rosyjski i radziecki marynarz i pisarz marynista.

## Życiorys
Urodził się 24 marca 1877 roku we wsi Matwiejewskoje w guberni tambowskiej, pochodził z rodziny chłopskiej. W latach 1899–1906 służył jako marynarz w rosyjskiej marynarce wojennej i brał udział m.in. w bitwie pod Cuszimą, po której dostał się do japońskiej niewoli. Jako jeniec zajął się pisarstwem. Po zwolnieniu wrócił do Rosji, brał udział w ruchu rewolucyjnym i był prześladowany przez władze carskie. Z tego powodu wyemigrował w 1907 roku za granicę, gdzie zarabiał na życie jako marynarz we flotach handlowych różnych państw. Do Rosji powrócił w 1913 roku. W latach 20. był członkiem literackiej grupy „Kuznica”, a w czasie II wojny światowej publikował eseje o radzieckiej marynarce wojennej.
Został odznaczony Orderem Czerwonego Sztandaru Pracy oraz innymi medalami. W 1941 otrzymał Nagrodę Stalinowską.
Zmarł 29 kwietnia 1944 roku w Moskwie. Został pochowany na Cmentarzu Nowodziewiczym.

## Twórczość
Pisał powieści i nowele o życiu marynarzy:
- Morskie opowieści (1917)
- Dwie duszy (1919)
- Morze wzywa (1919)
- Podwodniacy (1923)
- Kapitan I rangi (1942-1944, niedokończona)
- Cuszima (pierwsze wydanie 1932, wydanie rozszerzone 1940, wydanie polskie 1951)